# Литл-Канова
Литл-Канова (англ. Little Kanawha River) — река на западе штата Западная Виргиния, США. Левый приток реки Огайо. Длина составляет около 269 км, площадь бассейна — 6009 км².
Берёт начало в округе Апшер, примерно в 32 км к югу от города Бакханнон и течёт преимущественно в западном и северо-западном направлениях, протекая через округа Льюис, Бракстон, Гилмер, Калхаут, Вирт и Вуд. Впадает в реку Огайо в районе города Паркерсберг. Высота устья — 177 м.
В 5 км выше города Бёрнсвилл река образует водохранилище, сформированное плотиной, построенной в 1976 году. Принимает притоки Солтлик-Крик (в округе Бракстон); Сэнд-Форк, Сидар-Крик и Лидинг-Крик (в округе Гилмер); Стир-Крик (в округе Калхаун); Уэст-Форк, Спринг-Крик, Риди-Крик и Хугс (в округе Вирт); Уолкер-Крик, Тайгарт-Крик и Уортингтон-Крик (в округе Вуд).